# Laurion

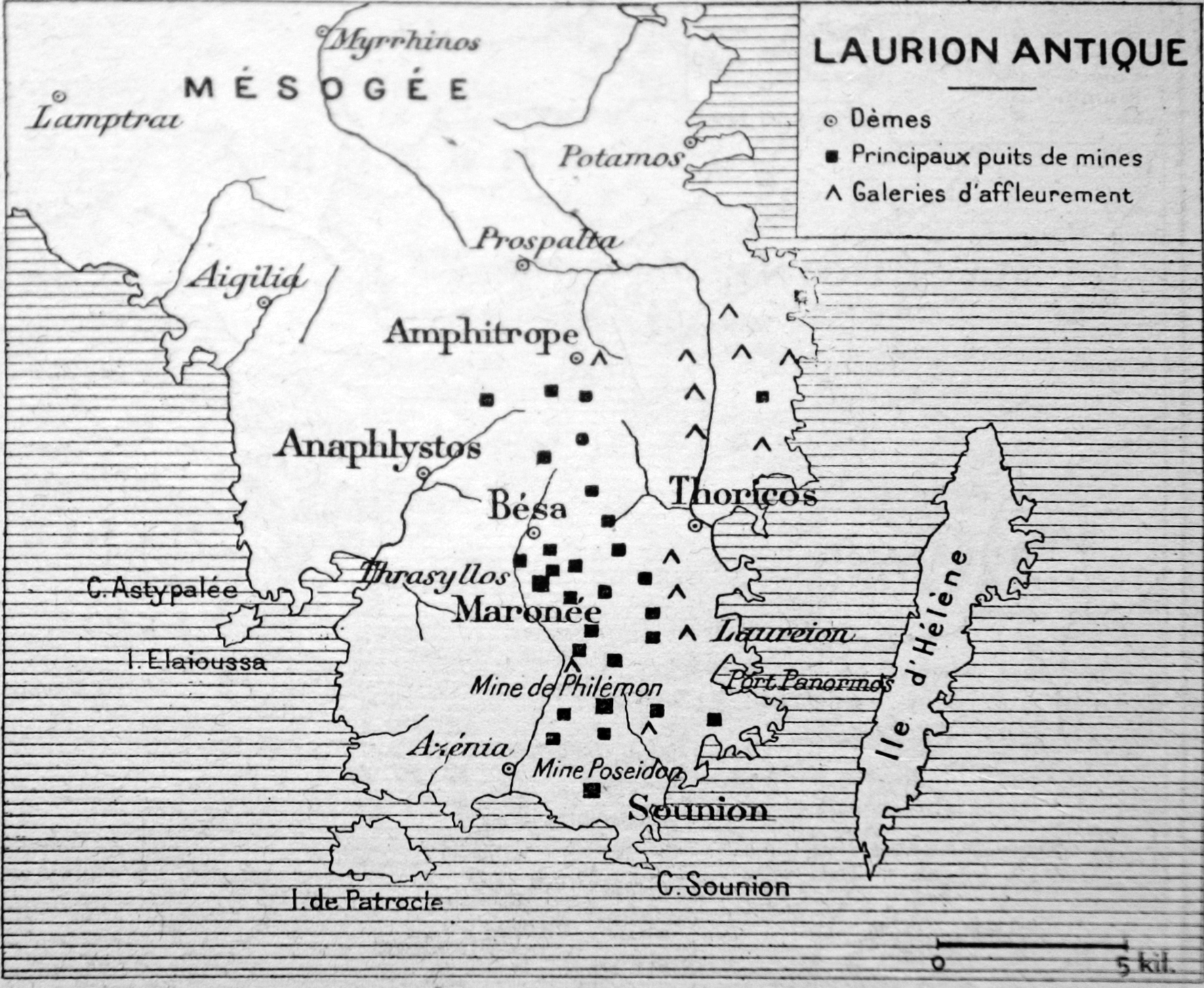
Mapa del antiguo Laurion, con la ubicación de las minas de plata explotadas en la Antigüedad.

Laurion (en griego antiguo Λαύριον, Láurion;  Λαύρειον, Láureion en griego moderno Λαύριο, Lávrio) es una montaña situada al sur del Ática, ligeramente al norte del cabo Sunio.

## Las minas de Laurion
No hay mucha evidencia de actividad minera hasta el siglo VI a. C., aunque los minerales se explotaron en Tórico y procesaron desde tiempos prehistóricos. Fue entonces cuando Atenas emitió por primera vez sus famosas monedas de plata conocidas como lechuzas, con la cabeza de Atenea en el anverso y una lechuza o mochuelo junto con el nombre de la ciudad (ΑΘΕ) en el reverso.

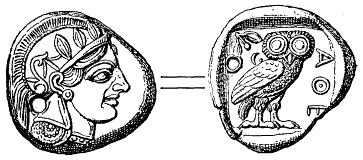
Tetradracma de Atenas (490 a. C.

Laurion era célebre en la Antigüedad por sus minas de plata. Tras el descubrimiento de un nuevo filón en 483 a. C. cerca de Maronea, constituyeron una de las principales fuentes de ingresos de la ciudad de Atenas. Poco antes de la segunda guerra médica, los filones proporcionaban cien talentos al año. Temístocles hizo distribuir los ingresos de la mina a los atenienses más ricos, con la carga de construir trirremes. En 480 a. C., Atenas poseía así 200 trirremes, lo que la convertía en la flota griega más poderosa. Eso le permitió ganar la batalla de Salamina, después constituir la liga de Delos. Los filones se agotaron poco a poco, llegando a ser mucho menos importantes en el siglo IV a. C.. Conoció una recuperación en 355 a. C., pero en la época de la ocupación romana, los ingresos obtenidos eran inapreciables.
Las minas eran explotadas por esclavos pertenecientes a particulares, alquilados a un óbolo por hombre y por día (Jenofonte, De los ingresos), es decir, 60 dracmas al año. Este alquiler de esclavos representaba una inversión muy preciada para Atenas. Los esclavos mineros tenían unas pésimas condiciones de trabajo: eran a menudo encadenados en las galerías estrechas e insalubres. Las revueltas y las fugas eran frecuentes. Los esclavos se refugiaban, la mayoría de las veces, en el santuario del cabo Sunio. Ateneo indica que un grupo de esclavos se atrincheróen el templo de Poseidón.
Desde el punto de vista geológico, Laurion consiste en una superposición de estratos de caliza y esquisto, que han sido plegados y erosionados. En la zona de contacto entre las capas se fueron depositando vetas de plomo, cinc y hierro por la acción hidrotérmica. El mineral de plomo es una galena argentífera de la cual se puede extraer la plata por copelación.

## El trabajo en las minas
Cuando una veta de metal corre por debajo de la tierra, los mineros tienen que horadar la roca. Sin embargo, el premio suele estar a mucha más profundidad, a la que se tiene que acceder por fosas verticales, algunas de las cuales llegaban a los 100 m de profundidad o más.
Una vez que se había localizado un filón, se empezaban a abrir las galerías. Estas nunca tenían más de 1 m de altura, así que los mineros se tendrían que echar de espaldas o arrastrarse de costado.
Las herramientas que utilizaban eran muy simples: martillos, cinceles, picos y palas. Para alumbrarse usaban antorchas o lámparas que harían la atmósfera aún más insoportable en esas pequeñas galerías. Se solían abrir fosas o galerías de dos en dos, para que una pudiera proporcionar la ventilación, pero aun así los mineros seguían asfixiándose.
Cuando el mineral se subía a la superficie, se procesaba en talleres cercanos a la mina.
Primero era machacado y pulverizado. Luego se lavaba para separar el auténtico metal de las impurezas. Los lavaderos de mineral son una de las características más distintivas de Laurion y representaban una importante inversión por parte de los propietarios.
Normalmente consistían en un tanque rectangular, desde donde se podía verter el agua a gran presión, a través de agujeros en forma de embudo, para caer sobre un soporte de madera escalonado. Aquí el mineral pulverizado, agitado por la acción del agua, seguía limpiándose de modo que las partículas más gruesas de escoria caían al fondo, quedándose allí.
La escoria era conducida por un canal que rodeaba una plataforma encalada donde se secaba el mineral concentrado. Cuencos de sedimentación aseguraban que las partículas más ligeras también se precipitaran y así el agua podría ser reciclada de nuevo.
Se construyeron grandes cisternas circulares para almacenar el agua de lluvia, y se pueden ver muchas en las proximidades de la mayoría de estos talleres.
Los hornos en los que le metal se fundía, son más difíciles de estudiar y encontrar. Puede que estuvieran algo alejados de las minas y talleres debido a sus gases tóxicos, aunque no parece que la salud y la seguridad fueran una de las principales preocupaciones. Para localizarlos sería más determinante el factor de proximidad a una fuente de combustible, ya que Laurion se quedó rápidamente sin bosques.
Se han excavado dos complejos de hornos, o fundiciones, en la costa y un tercero en Megala Pefka. Se introducían juntas cantidades de carbón vegetal y mineral dentro de unos hornos en forma de botellas y luego se encendían. Unos fuelles aumentaban la temperatura hasta que el mineral se fundía y salía hasta unos hoyos de vertido.
Cuando el mineral se solidificaba, se calentaba de nuevo en unos hornos de copelación (crisol) para que el plomo se oxidara y así pudiera ser eliminado con unas barras metálicas que habían sido previamente introducidas en agua. Una vez refinada, la plata estaba lista para ser trabajada.

## El taller C

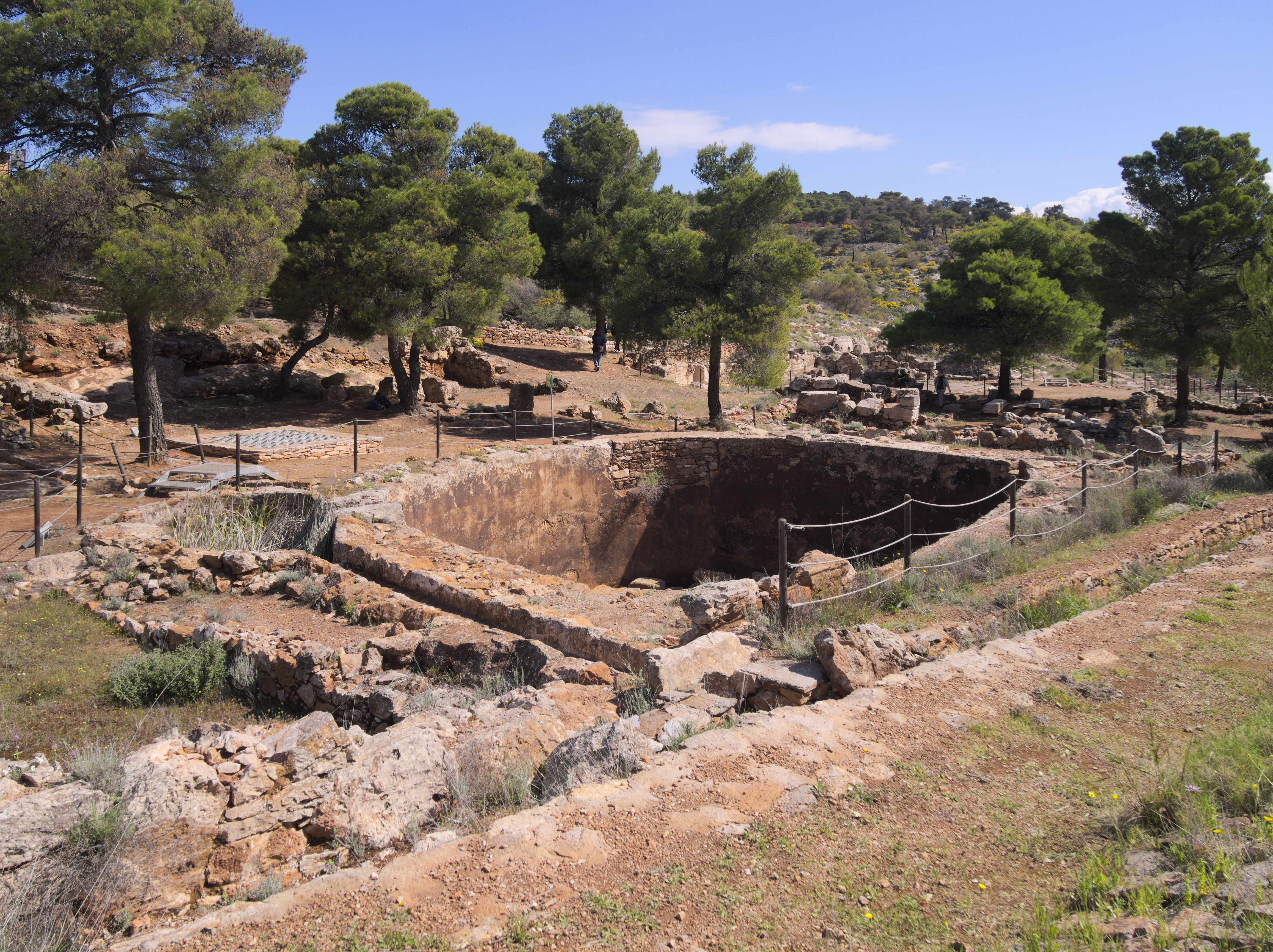
Restos de una cisterna de Laurion.

El taller C es de fines del siglo IV a. C.. El lavadero, uno de los más grandes de Laurion, es de tipo convencional. Tres basas de columnas sostenían un techo sobre el tanque y el suelo de lavado. El tejado protegía a los trabajadores del sol a la vez que evitaba la evaporación - el agua era un bien preciado-.
al este hay un patio con habitaciones en tres lados, con hiladas inferiores de piedra y ladrillo de barro encima. Las cargas de mineral puede que estuvieran almacenadas en la habitación encalada que está al lado.
También había salas de trabajo y quizá un baño. 
Unas rampas conducen hasta un segundo patio. Una de las habitaciones del lado este del mismo tenía cuatro ortostatos de piedra incrustados en el suelo, probablemente para una superficie de trabajo y una plancha.
El agua para el lavado provenía de una cisterna circular, de 11,20 m de diámetro, a la que se podía entrar gracias a unas escaleras para poder limpiarla periódicamente. La cisterna más pequeña pudo usarse para almacenar agua potable.